# Segell Imperial del Japó
El Segell Imperial del Japó (en japonès 菊の御紋 Kiku-no-gomon, literalment 'Noble Símbol del Crisantem' o 'Segell Imperial del Crisantem') és l'escut que representa l'Estat japonès. És un símbol molt antic que es remunta al segle xii, en temps de l'emperador Go-Toba.
El segell imperial és el mon o símbol heràldic emprat pels membres de la família imperial japonesa. Consisteix en la representació estilitzada d'un crisantem de setze pètals, amb setze més que sobresurten per sota. Sota la Constitució de Meiji (1890-1947), estava prohibit que fes servir aquest símbol ningú que no fos l'Emperador, de manera que cada membre de la família imperial n'havia d'utilitzar una versió lleugerament modificada. Les capelles xintoistes relacionades amb la Família Imperial també fan servir versions modificades del segell imperial en els seus propis segells. De fet, també apareix en algunes capelles xintoistes no relacionades amb la família imperial.
Avui dia, no hi ha cap llei que especifiqui que aquest és el símbol nacional del Japó, però és considerat de facto com si així fos. Per això apareix, per exemple, a la portada del passaport japonès o a les representacions diplomàtiques a l'estranger.
Generalment és representat de color groc o taronja, perfilat de negre o vermell, amb un disc central d'on surten els setze pètals. Les dues fileres de pètals identifiquen el segell imperial per excel·lència, mentre que el símbol estatal en té una sola filera i els membres de la família imperial en fan servir un de catorze pètals.